# Fidelity National Information Services
Fidelity National Information Services (of FIS) is een Amerikaans bedrijf op de Fortune 500-lijst die een scala aan financiële producten & diensten aanbiedt. Het gaat hierbij om de ontwikkeling en ondersteuning van financiële software, ondersteuning bij de outsourcing van back-office bankactiviteiten, opzetten van externe contactcentra, aanbieden van verkoopsterminals, ondersteunen van wereldwijde betalingen, ecommerce, etc. Jaarlijks faciliteert FIS de beweging van ongeveer 10 miljard euro door de verwerking van ongeveer 75 miljard transacties voor meer dan 20.000 klanten wereldwijd.
Het hoofdkantoor is gevestigd in Jacksonville, Florida. FIS heeft wereldwijd ongeveer 55.000 mensen in dienst. Na de overname van Worldpay (eind 2019) werd FIS de grootste speler ter wereld. Eerder nam FIS ook al de Belgische bedrijven Capco (2010) en Clear2Pay (2014) over.